# Anderson (hrabstwo Iron)
Anderson – miasto w Stanach Zjednoczonych, w stanie Wisconsin, w hrabstwie Iron.